# Плевна (Монтана)
Плевна (англ. Plevna) — місто (англ. town) в США, в окрузі Феллон штату Монтана. Населення — 179 осіб (2020).

## Географія
Плевна розташована за координатами 46°25′6″ пн. ш. 104°31′7″ зх. д. / 46.41833° пн. ш. 104.51861° зх. д. (46.418386, -104.518596).  За даними Бюро перепису населення США в 2010 році місто мало площу 1,53 км², з яких 1,53 км² — суходіл та 0,00 км² — водойми.

## Демографія
Згідно з переписом 2010 року, у місті мешкали 162 особи в 65 домогосподарствах у складі 41 родини. Густота населення становила 106 осіб/км².  Було 77 помешкань (50/км²).
Расовий склад населення:
| - 95,7 % — білих - 1,9 % — азіатів - 0,6 % — чорних або афроамериканців |

До двох чи більше рас належало 1,2 %. Частка іспаномовних становила 1,9 % від усіх жителів.
За віковим діапазоном населення розподілялося таким чином: 30,2 % — особи молодші 18 років, 51,3 % — особи у віці 18—64 років, 18,5 % — особи у віці 65 років та старші. Медіана віку мешканця становила 37,3 року. На 100 осіб жіночої статі у місті припадало 90,6 чоловіків;  на 100 жінок у віці від 18 років та старших — 88,3 чоловіків також старших 18 років.
Середній дохід на одне домашнє господарство  становив 68 968 доларів США (медіана — 43 125), а середній дохід на одну сім'ю — 106 463 долари (медіана — 56 250). За межею бідності перебувало 6,3 % осіб, у тому числі 0,0 % дітей у віці до 18 років та 11,1 % осіб у віці 65 років та старших.
Цивільне працевлаштоване населення становило 69 осіб. Основні галузі зайнятості: освіта, охорона здоров'я та соціальна допомога — 43,5 %, транспорт — 8,7 %, виробництво — 7,2 %, мистецтво, розваги та відпочинок — 7,2 %.